# Rest of My Life
Rest of My Life（レスト・オブ・マイ・ライフ）は栗林誠一郎のアルバム。

## 内容
12曲中6曲は栗林による英語詞、6曲は小田佳奈子による日本語詞と、半々に振り分けている（元々は全曲英語詞の予定だったが、途中で変更された）。なお、「I LOVE YOU」は、アルバム「Good-bye to you」収録曲のタイトルは一緒で、歌詞などの内容が異なっている。このアルバム以降は、セルフプロデュース、英語での作詞活動を行う。歌詞カードの中に、大島こうすけ、DIMENSIONなどが登場している。

## 収録曲
全作曲:栗林誠一郎
1. The Rest of My Life
作詞・編曲:栗林誠一郎
2. どんなに強く抱いても
作詞:小田佳奈子 編曲:栗林誠一郎(ストリングスアレンジ:池田大介)
3. We don't stay with memories
作詞:小田佳奈子 編曲:栗林誠一郎
4. Maybe somothing wait for me
作詞:小田佳奈子 編曲:栗林誠一郎
5. Just Let Me Tell You
作詞:小田佳奈子 編曲:栗林誠一郎
6. I've gotta get you into my life
作詞・編曲:栗林誠一郎
7. I LOVE YOU
作詞:小田佳奈子 編曲:大島こうすけ
8. DO WHAT I SEE
作詞・編曲:栗林誠一郎
9. I CAN'T LET YOU GO
作詞・編曲:栗林誠一郎
10. I'm Still in Love
作詞:小田佳奈子 編曲:栗林誠一郎(ストリングスアレンジ:池田大介)
11. Some are saying lies
作詞:栗林誠一郎 編曲:栗林誠一郎・山本千絵
12. Wish's Come True
作詞:栗林誠一郎 編曲:栗林誠一郎・山本千絵

## 参加ミュージシャン
- 栗林誠一郎 - ベース(#1 - 6, 8, 9, 11)、キーボード(#3 - 5)、シンセサイザー(#1, 3 - 6, 8, 9, 11 )、パーカッション(#9)、コーラス(#1, 2 - 9, 10, 11)
  - 増崎孝司 from DIMENSION - ギター(#1 - 4, 6 - 9)
  - 田川伸治 from DEEN - ギター(#5, 11)
  - 青山純 - ドラム(#1 - 3, 9)
  - 江口信夫 - ドラム(#4 - 6, 8)
  - 大島こうすけ from SO-FI - キーボード、プログラミング(#7)
  - 小野塚晃 form DIMENSION - ピアノ(#1, 2, 8, 10, 11)
  - 勝田一樹 from DIMENSION - サックス(#3, 5, 6, 8)
  - 佐々木史郎 - トランペット(#3, 6, 8)
  - 鈴木正則 - トランペット(#3, 6, 8)
  - 中路英明 - トロンボーン(#3, 6, 8)
  - 山本千絵 - コーラス(#11)、ディレクター(#ALL)
  - 篠崎ストリングス - ストリングスセクション(#2, 10)